# Liste der Kulturdenkmäler in Hausbay
In der Liste der Kulturdenkmäler in Hausbay sind alle Kulturdenkmäler der rheinland-pfälzischen Ortsgemeinde Hausbay aufgeführt. Grundlage ist die Denkmalliste des Landes Rheinland-Pfalz (Stand: 27. Oktober 2023).

## Einzeldenkmäler
| Bezeichnung                             | Lage                                      | Baujahr | Beschreibung                                                            | Bild                           |
| --------------------------------------- | ----------------------------------------- | ------- | ----------------------------------------------------------------------- | ------------------------------ |
| Katholische Filialkirche St. Laurentius | Lingerhahner Straße 1 Lage                | 1904–08 | neugotischer Backsteinsaal, 1904–08, Architekt Johann Monnerjahn, Dörth | weitere Bilder Fotos hochladen |
| Grabmal                                 | Lingerhahner Straße, gegenüber Nr. 6 Lage | 1916    | Baumkreuz, Sandstein, bezeichnet 1916                                   | BW                             |